# کهریزسنگ
کَهریزسَنگ شهری است در بخش مرکزی شهرستان نجف‌آباد استان اصفهان ایران است که در مسیر بلوار آتشگاه اصفهان به سمت شهر نجف‌آباد قراردارد و دارای مجموعه باغ و ویلاسازی های متعدد است.
موقعیت جغرافیایی 
این شهر از شمال به اصغرآباد، از جنوب به قهدریجان، از شرق به کوشک و از غرب به شهر گلدشت ختم می‌شود؛ و به همین دلیل یکی از شهرهای مواصلاتی استان به‌شمار می‌رود.
این شهر به‌دلیل قرارگرفتن در مسیر اصلی جادهٔ اصفهان-نجف‌آباد، از رونق اقتصادی خوبی برخوردار است. در اطراف شهر، باغات کشاورزی و دامداری وجود دارد.
با توجه به شرایط آب و هوایی اصفهان، شهرکهریزسنگ همانند اصفهان آب و هوایی نیمه خشک دارد.